# 카본 (API)
카본(Carbon)은 애플의 매킨토시 운영 체제를 위한 절차적 API이다. C 프로그래밍 언어의 접근을 매킨토시 시스템 서비스에 제공한다. 카본은 어느 정도의 하위 호환성을 프로그램에 제공하여 오래된 운영 체제인 맥 OS 8와 9에서도 동작할 수 있게 만들어 준다. 그러나 이러한 시스템들은 애플이 2001년 12월에 OS 9 업데이트를 출시한 뒤에 활발한 지원은 없는 상태였다.
2012년 7월 24일에 출시된 OS X 10.8 마운틴 라이언에서는 이 카본 API의 사용을 권장하지 않는다. API는 여전히 개발자들이 접근이 가능하고 카본 응용 프로그램들은 실행은 되지만 이 API는 더 이상 업데이트되지 않는다.

## 구조
- 파일 관리자
- 리소스 관리자
- 글꼴 관리자
- 퀵드로
- 카본 이벤트 관리자
- HIOBject
- HITheme
- HIView 관리자
- 윈도 관리자
- 메뉴 관리자

## 같이 보기
- 코코아 (API)
- 인터페이스 빌더
- 오브젝티브-C
- 엑스코드